# Monument parașutiștilor căzuți în 1944 (Baurci-Moldoveni)
Monumentul parașutiștilor căzuți în 1944 este un monument amplasat în Baurci-Moldoveni, raionul Cahul, Republica Moldova. Este un monument istoric de importanță națională inclus în Registrul monumentelor Republicii Moldova ocrotite de stat cu nr. 35 (raionul Cahul).